# Länsarbetsnämnd
Länsarbetsnämnderna var statliga myndigheter i Sverige, en i varje län, som ansvarade för att leda de arbetsmarknadspolitiska åtgärderna i länet. De ingick i Arbetsmarknadsverket och lydde under Arbetsmarknadsstyrelsen.
Länsarbetsnämnderna inrättades 1940 och var ursprungligen provisoriska organ, men blev permanenta 1948 då även den centrala myndigheten Arbetsmarknadsstyrelsen (AMS) skapades. Under länsarbetsnämnderna fanns lokala arbetsförmedlingar och arbetsmarknadsinstitut. Länsarbetsnämnderna och AMS upphörde den 1 januari 2008, då deras arbetsuppgifter övertogs av den nybildade myndigheten Arbetsförmedlingen.
På Gotland påbörjades 1998 ett försök med samordnad statlig förvaltning. Försöket innebar att Länsarbetsnämnden och Skogsvårdsstyrelsen tidsbegränsat inordnades i länsstyrelsen.